# Threnody
Threnody è il secondo album in studio del gruppo melodic death metal/industrial svedese Engel, pubblicato nel 2010.

## Tracce
1. Six Feet Deep
2. Sense the Fire
3. For Those Who Will Resist
4. Feed the Weak
5. To the End
6. Every Sin (Leaves a Mark)
7. Down
8. Heartsick
9. Threnody
10. Burn
11. Perfect Isis

## Formazione
- Magnus "Mangan" Klavborn – voce
- Niclas Engelin – chitarra
- Marcus Sunesson – chitarra
- Steve Drennan – basso
- Daniel "Mojjo" Moilanen – batteria